# Désiré Nisard

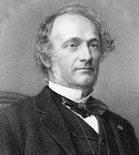
Désiré Nisard

Désiré Nisard (* 20. März 1806 in Châtillon-sur-Seine; † 25. März 1888 in Sanremo) war ein französischer Literaturhistoriker.

## Leben
Nisard wurde 1836 Vorsteher des Sekretariats im Ministerium des öffentlichen Unterrichts (chef du secrétariat au ministère de l’Instruction publique) und 1836, maître des requêtes im conseil d’État. 1843 Professor der Beredsamkeit am Collège de France in Paris und war seit 1857 zugleich Direktor der École normale supérieure, bis er 1867 zum Senator ernannt wurde. 1850 wurde er Mitglied der Académie française (Sitz 39). Da er als leidenschaftlicher Gegner der Romantik bekannt war, stieß seine Wahl insbesondere auf die Kritik von Victor Hugo als Exponent der romantischen Schule.
1856 wurde er Kommandeur der Ehrenlegion. Sein Bruder Charles Nisard war ebenfalls ein bedeutender Literaturhistoriker.

## Schriften
- Études de moeurs et de critique sur les poètes latins de la décadence. 2 Bände. Hauman et Comp., Paris 1834, (Digitalisate: Band 1. Band 2.).
- Mélanges. 2 Bände (Band 1: Souvenirs de voyage. Band 2: Études de critique et d’histoire littéraire.). Delloy et Lecou, Paris 1838, (Digitalisate: Band 1. Band 2.).
- Précis de l’histoire de la littérature française. Maire-Nyon, Paris 1841, (Digitalisat).
- Histoire de la littérature francaise. 4 Bände. Firmin Didot Frères, Paris 1844–1861, (Digitalisate: Band 1. Band 2. Band 3. Band 4.).
- Études sur la renaissance. Renaissance et reforme. Érasme – Thomas Morus – Mélanchthon. Lévy Frères, Paris 1855, (Digitalisat).
- Études de critique littéraire. Lévy Frères, Paris 1858, (Digitalisat).
- Études d’histoire et de litterature. Lévy Frères, Paris 1859, (Digitalisat).
- Nouvelles Études d’histoire et de litterature. Lévy Frères, Paris 1864, (Digitalisat).
- Mélanges d’histoire et de littérature. Première Série. Lévy Frères, Paris 1868, (Digitalisat).
- Les quatre grands historiens latins. Suivis de vingt-deux mois de la vie de Mirabeau. Lévy Frères u. a., Paris 1875, (Digitalisat).
- Portraits et études d’histoire littéraire. Lévy Frères, Paris 1874–1875, (Digitalisat).
- Nouveaux mélanges d’histoire et de littérature. Lévy, Paris 1886, (Digitalisat).
- Souvenirs et notes biographiques. 2 Bände. Lévy, Paris 1888, (Digitalisate: Band 1. Band 2.).